# Vasquez Rocks

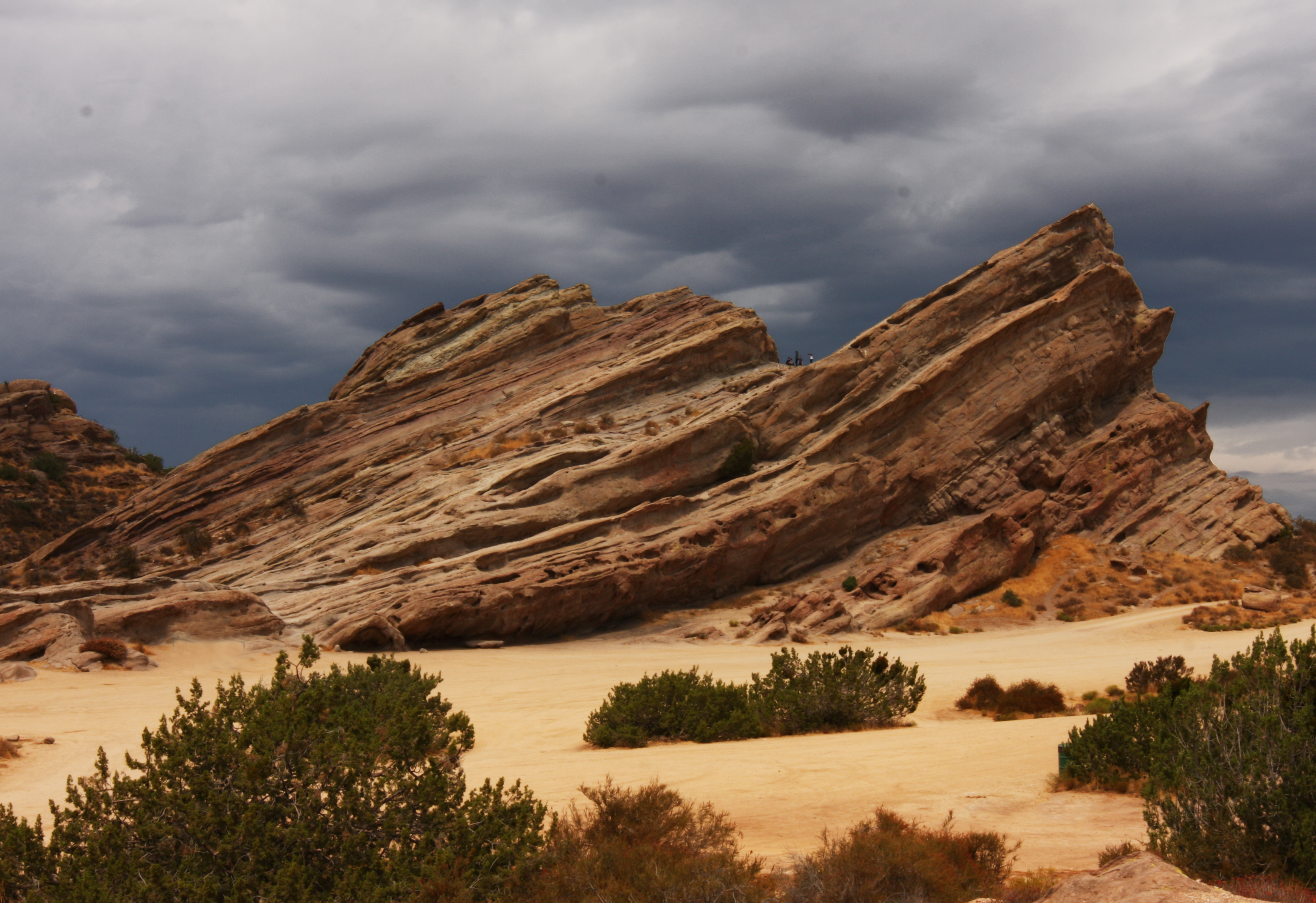
Die meist Famous Rock genannte, emblematische Felsformation des Parks

Vasquez Rocks ist ein Park in den Sierra Pelona Mountains im Norden des Los Angeles County, Kalifornien, in der Nähe von Agua Dulce und etwa eine Autostunde entfernt von Los Angeles an der State Route 14 gelegen. Das Gebiet wurde aufgrund seines bizarren Aussehens und den oft in steilen Winkeln aus dem Boden ragenden Felsen in verschiedenen Filmen als Drehort, besonders für außerirdische Welten, benutzt. Heute ist es auch ein beliebter Ort für Wanderungen; der Pacific Crest Trail führt durch Vasquez Rocks.

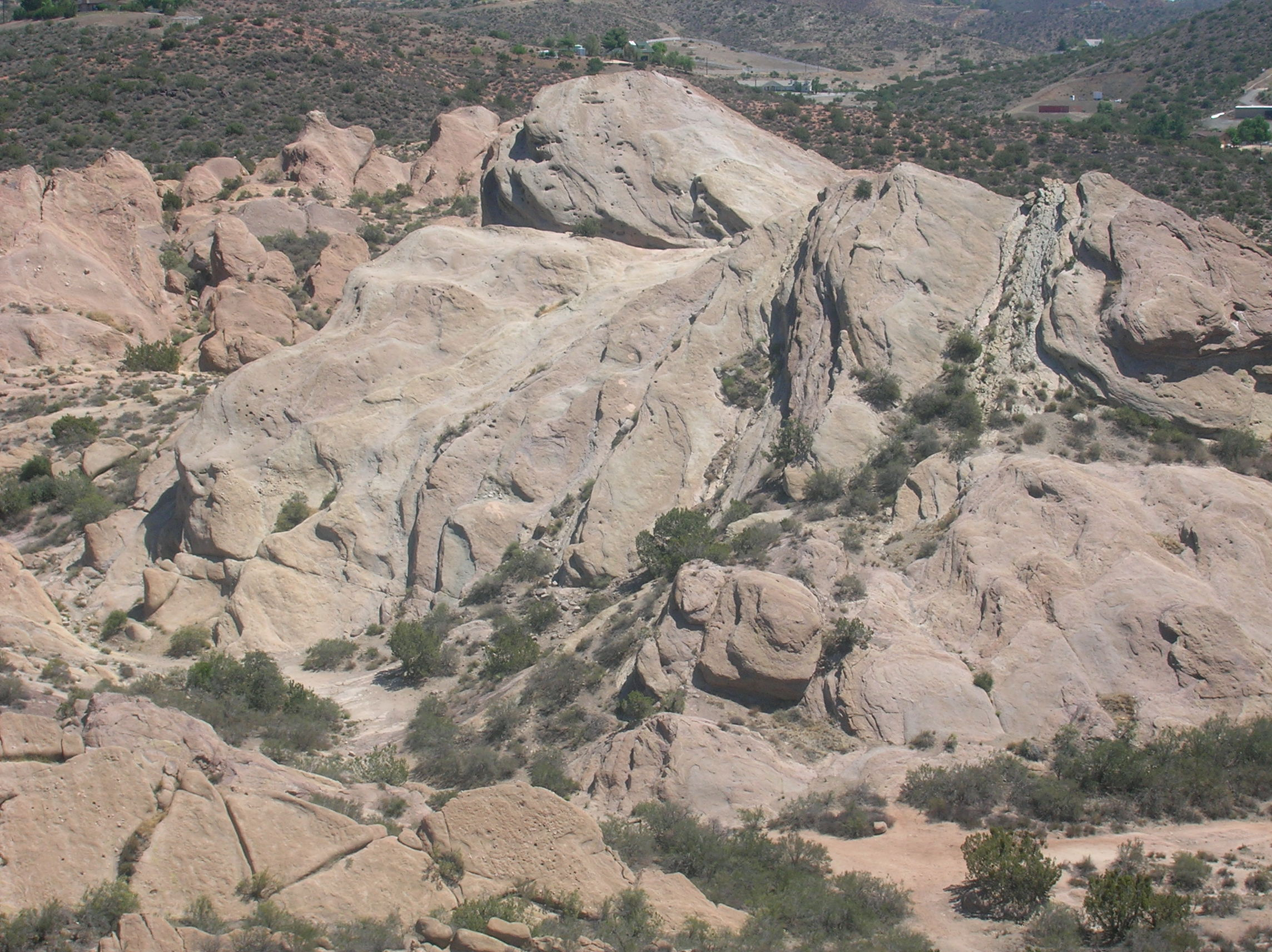
Felsformation in Vasquez Rocks

## Geschichte
Ursprünglich soll der Indianerstamm der Tataviam das Gebiet bewohnt haben.
Um 1873 nutzte der bekannte und kontrovers diskutierte kalifornische Bandit Tiburcio Vásquez, der einigen als eine Art mexikanischer Robin Hood gilt, das Gebiet als Versteck vor den Gesetzeshütern; daher der Name.
Land und Felsengebiete wurden nach einer Schenkung im Jahr 1971 langsam durch das Los Angeles County erworben; 1972 wurde Vasquez Rocks wegen seiner Geschichte als Siedlungsgebiet der Shoshone und Tataviam in das National Register of Historic Places (Ortsnr. #72000228) aufgenommen.

## Nutzung als Drehort
1931 wurde das Gebiet als Drehort für den Film The Hard Hombre und für Tod Brownings Dracula mit Bela Lugosi verwendet; 1935 nutzte Universal Pictures den Ort, um die in Tibet spielenden Szenen des Films Der Werwolf von London zu drehen. Später wurden auch zahlreiche Folgen der Serie Bonanza hier gedreht.
Eine auffällige dreieckige Felsformation, meist einfach „Famous Rock“ genannt, ist in der Episode The Zanti Misfits der Serie The Outer Limits, in Michael Jacksons Musikvideo Black or White und in mehreren Folgen von Raumschiff Enterprise, darunter Ganz neue Dimensionen und Im Namen des jungen Tiru zu sehen. Aufgrund der Star-Trek-Dreharbeiten wird der Fels zuweilen auch Kirk’s Rock oder Gorn’s Rock (Captain Kirk musste hier gegen einen Gorn kämpfen) genannt. Später wurden auch die Episode Der Gott der Mintakaner der Serie Raumschiff Enterprise – Das nächste Jahrhundert sowie Szenen des Films Star Trek: Treffen der Generationen und des Star-Trek-Fanfilms Of Gods And Men hier gedreht.
Vasquez Rocks wurde in ca. 200 Filmen, Serien oder Clips verwendet (Stand: 2017).